# Fridtjof Tischendorf
Fridtjof Sæther Tischendorf (29 marzo 1997) è uno snowboarder norvegese, specializzato in slopestyle e big air.

## Biografia
Attivo in gare FIS dal marzo 2015, Fridtjof Tischendorf ha debuttato in Coppa del Mondo il 21 gennaio 2016, giungendo 10º nello slopestyle di Mammoth Mountain. Il 7 gennaio 2017 ha ottenuto, in big air a Mosca, il suo primo podio nel massimo circuito, chiudendo al 3º posto nella gara vinta dal russo Vlad Khadarin.
In carriera non ha mai debuttato ai Giochi olimpici invernali e ha preso parte a un'edizione dei Campionati mondiali di snowboard. Ha inoltre vinto una medaglia d'argento ai Winter X Games.

## Palmarès

### Winter X Games
- 1 medaglia:
  - 1 argento (knuckle huck ad Aspen 2022)

### Coppa del Mondo
- Miglior piazzamento in classifica generale freestyle: 21º nel 2017
- Miglior piazzamento nella Coppa del Mondo di slopestyle: 7° nel 2018
- Miglior piazzamento nella Coppa del Mondo di big air: 21° nel 2017
- 3 podi:
  - 2 secondi posti
  - 1 terzo posto